# Pontificia università urbaniana
La Pontificia Università Urbaniana è un istituto di studi superiori della Chiesa cattolica ed è specializzato nella formazione del clero missionario e degli allievi provenienti dai territori di missione o dalle giovani chiese: ha sede a Roma, sul colle del Gianicolo.

## Storia
L'Università Urbaniana trae le sue origini dal Collegio missionario di Propaganda Fide, fondato nel 1624 dal prelato spagnolo Juan Bautista Vives y Marja, con la collaborazione di altri esponenti del movimento missionario della Chiesa di Roma, tra cui Giovanni Leonardi: il suo scopo era, da un lato, quello di formare missionari secolari ad gentes e ricondurre alla piena comunione con la sede apostolica romana i cristiani delle chiese protestanti e ortodosse, dall'altro, quello di studiare le lingue e le culture dei popoli del mondo.
Il collegio aveva sede nel vecchio palazzo Ferratini, in piazza di Spagna, e la formazione degli studenti era affidata ai chierici regolari teatini.
Il collegio fu elevato al rango di pontificio ateneo da papa Urbano VIII con la bolla Immortalis Dei Filius del 1º agosto 1627, ottenendo così tutti i privilegi ed esenzioni di cui già godeva l'Archiginnasio di Roma (l'attuale Sapienza) e la facoltà di conferire titoli di dottorato in filosofia e teologia: in onore del pontefice, l'ateneo venne chiamato Pontificio Collegio Urbano.
Il 2 novembre 1926 papa Pio XI trasferì il Collegio sul Gianicolo e nel 1933 venne inaugurata la nuova sede, appositamente costruita: per l'occasione venne anche eretto l'Istituto Missionario, al quale fu data la facoltà di dare gradi accademici nelle discipline missiologiche e giuridiche (nel 1986 l'Istituto si suddivise dando vita alle facoltà di diritto canonico e di missiologia).
Venne decorata del titolo di pontificia università da papa Giovanni XXIII, con il motu proprio Fidei Propagandae del 1º ottobre 1962.
Al pro-prefetto della sezione per la prima evangelizzazione e le nuove Chiese particolari del Dicastero per l'evangelizzazione spetta anche il titolo di "gran cancelliere" della Pontificia Università Urbaniana; il segretario della medesima sezione è, invece, "vice gran cancelliere".

## Casa editrice
L'università dispone di una propria editrice denominata Urbaniana University Press, la quale trae origine dalla Sacra congregazione "De propaganda fide".

## Rettori
- José Saraiva Martins, C.M.F. (1977-1983)
- Luigi Bogliolo, S.D.B. (1983-1986)
- José Saraiva Martins, C.M.F. (1986-26 maggio 1988)
- Daniel Acharuparambil (1988-1994)
- Erich Schmid (1994-1997)
- Ambrogio Spreafico (1997-2003)
- Giuseppe Cavallotto (2004-24 agosto 2005)
- Ambrogio Spreafico (2005-3 luglio 2008)
- Cataldo Zuccaro (1º novembre 2008-31 ottobre 2011)
- Alberto Trevisiol, I.M.C. (2011-2017)
- Leonardo Sileo, O.F.M. (18 agosto 2017-30 settembre 2023)
- Vincenzo Buonomo, dal 1º ottobre 2023 (delegato pontificio)

## Gran cancellieri
- Agnelo Rossi (1970-1984)
- Dermot Ryan (1984-1985)
- Jozef Tomko (1985-2001)
- Crescenzio Sepe (2001-2006)
- Ivan Dias (2006-2011)
- Fernando Filoni (2011-2019)
- Luis Antonio Tagle (dal 2019)

## Vice gran cancellieri
- Marcello Zago, O.M.I. (1998-2001)
- Robert Sarah (2001-2010)
- Savio Hon Tai-Fai (2010-2017)
- Protase Rugambwa (2017-2023)
- Fortunatus Nwachukwu (dal 2023)